# Revolver (журнал)
Revolver — американський журнал про рок і хеві-метал музику, заснований в 2000 році. Виходить один раз на два місяці; видається групою Future US (підрозділом Future plc). Розповсюджується за передплатою, також продається в книжкових магазинах, аеропортах і залізничних вокзалах, спеціалізованих відділах супермаркетів

## Історія
Спочатку журнал створювався як видання про сучасну музику взагалі, проте з часом спектр пропонованого матеріалу був звужений до рок, хард-рок і хеві-метал тематик. Журнал публікує огляди альбомів, анонси майбутніх турів музичних колективів, огляди музичних інструментів, а також колонки, провідними яких виступають музиканти відповідних жанрів.
З 2009 року журнал вручає щорічну премію за творчі досягнення в жанрах хард-рок і хеві-метал - The Revolver Golden Gods award. У 2011 році ведучим церемонії вручення був Кріс Джеріко.

## Колумністи
У Revolver регулярно друкуються рок-музиканти, музичні журналісти і оглядачі, серед яких:
- Крістофер Вайнгартен (колишній барабанщик Parts & Labor) - огляди та інтерв'ю);
- Вінні Пол - поради зірки, відповіді на листи читачів;
- Ліззі Хейл (Halestorm) - відповіді на запитання читачів;
- Кріс Кроватін - огляди альбомів і турів груп.
- Христина Скаббія (вокалістка Lacuna Coil)

## Див. Також
- Rolling Stone
- Spin
- Metal Hammer